# Bolewice (Miedzichowo)
Bolewice ist ein Dorf in der Gemeinde Miedzichowo, im Powiat Nowotomyski, in der Woiwodschaft Großpolen. Der Ort liegt ca. 9 Kilometer nördlich von Nowy Tomyśl und 55 Kilometer westlich von Posen.
Bolewice wurde 1257 in einem Dokument von Przemysł I. das erste Mal schriftlich erwähnt. Damals gehörte er dem Kloster Paradies.
Die Dorfkirche in Bolewice wurde zwischen 1933 und 1936 nach einem Entwurf von Marian Andrzejewski erbaut.

## Weblinks

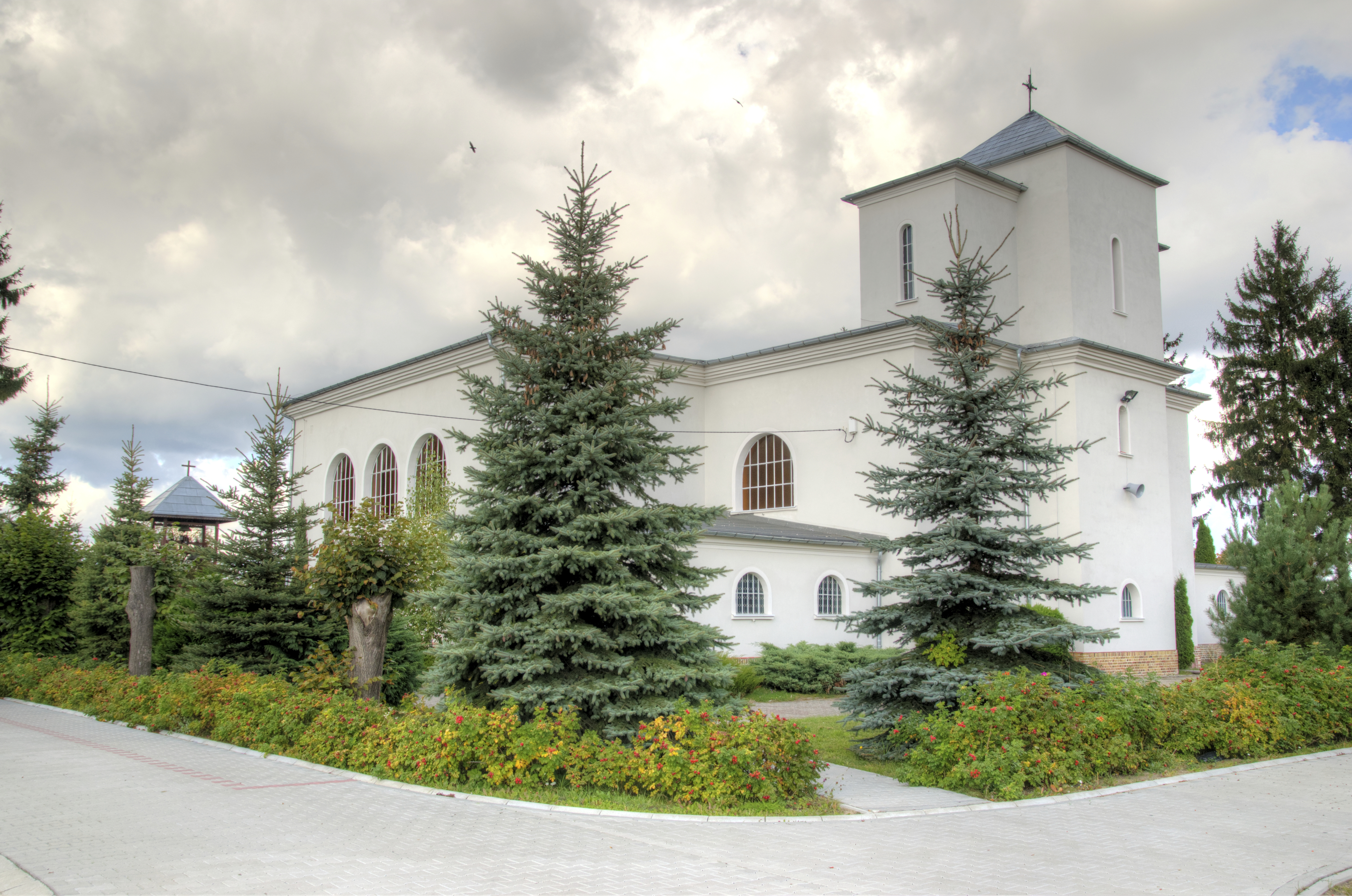
Die König-Christus-Kirche